# 短萼长蒴苣苔
短萼长蒴苣苔（学名：Didymocarpus glandulosus var. minor）为苦苣苔科长蒴苣苔属下的一个变种。

## 扩展阅读
- 維基物種上的相關：短萼长蒴苣苔